# Schweizer Krimiarchiv Grenchen
Das Schweizer Krimiarchiv Grenchen ist eine Sammlung Schweizer Kriminalliteratur und befindet sich in Grenchen im Schweizer Kanton Solothurn.

## Geschichte
Das Schweizer Krimiarchiv wird vom Krimi Schweiz – Verein für schweizerische Kriminalliteratur betrieben und wurde auf Initiative von Paul Ott 2021 gegründet. Krimi Schweiz ist ein nationaler Verein, dessen Mitglieder sich aus Autoren aller vier Landessprachen zusammensetzen. Der Vereinsname lautet in den drei weiteren Landessprachen: Polar Suisse – Association pour la littérature policière suisse, Giallo Svizzera – Associazione per la letteratura poliziesca svizzera und Crimi Svizra – Associaziun per la litteratura criminala svizra. Er wurde 2020 in Grenchen gegründet und zählt über 120 Mitglieder. Der Präsident ist Sascha Michael Campi, der das Amt im September 2024 von Christof Gasser übernommen hat.
Das Krimiarchiv ist nach Eigendarstellung des Vereins das historische Gedächtnis des Schweizer Kriminalromans und umfasst eine stetig wachsende Sammlung von mehreren tausend Büchern, umfangreichem Sekundärmaterial sowie künftigen Autorennachlässen. Für den Bereich der unterhaltenden Kriminalliteratur gab es in der Schweiz bisher keine eigenen Sammlungen. Das Material drohte verloren zu gehen. Darum sammelt das Schweizer Krimiarchiv gesamtschweizerisch in allen Landessprachen. Das Krimiarchiv ist während der Öffnungszeiten der Stadtbibliothek Grenchen zugänglich.
Im Jahr 2021 verlieh der Verein erstmals den Schweizer Krimipreis, der insgesamt mit 10’000 Franken dotiert ist und alle zwei Jahre anlässlich des Schweizer Krimifestivals in Bern (bis 2023 in Grenchen) vergeben wird.